# Maximum illud
A Maximum illud apostoli levelet XV. Benedek pápa írta a missziókért felelősöknek és misszionáriusoknak 1919 november 30-as dátumozással. A levél végén az összes keresztényhez szól, a segítségnyújtás három fokoztát említve.

## Időzítése
- A pápa az első világháború által okozott missziós veszteségek helyreállításának és újra indításának céljából.
- Ferenc pápa, a fáradság a formalizmus és tartózkodás elmozdulása céljából 2017-ben meghirdeti az apostoli levél megírásának századik évfordulójára emlékeztetve egy rendkívüli missziós hónapot hirdet 2019 októberére. Ennek témáját 2018-ban hirdették meg: "Megkereszteltek és küldöttek Krisztus egyháza misszióban a világban.[1]"(A missziók világnapja 2019 október 20. ).

## Röviditett tartalma[2]

### Bevezetés
A pápa röviden emlékeztet bevezetőjében a missziós küldetés alapvető bibliai helyeire, melyek felhatalmazzák a keresztényeket, hogy a világ végéig hirdessék az evangéliumot. Majd hosszú felsorolásba kezd és méltatja az egyház történelmi misszióit apostolait. Elsők között említi Világosító Szent Gergelyt Örményország, Caius Marius Victorinust Stájerország, Szent Frumentiust Etiópia apostolait. Majd Szent Patrik Írország, Hippói Augusztinusz Anglia, Szent Kolumbán és Palladiusz Skócia, Clement Willibrod Utrecht első püspöke Hollandia, Bonifatius Winfrith Németország apostolai következnek, és Szent Cirill és Metód Szlavónia országainak hozták el az evangéliumot.
3. Később William Rubrock Mongóliában és Assisi Szent Ferenc tanítványai akik X. Leó pápa indíttatására Kínában alapítottak keresztény közösségeket. Az Újvilág felfedezése kapcsán megemlékezik a tömegesen érkező misszionáriusok fáradozásairól, kiemelve Bartolomé de Las Casas vállalt kettős feladatát, megvédeni az indiánok közösségét az elnyomástól  és kiemelni a sötétség hatalmából őket. Ugyanebben az időben Xavéri Szent Ferenc Indokínában és Japánban kiemelkedő apostoli munkát végzett.
4. Végül megemlíti Afrikát és Ausztráliát a kíméletlen területi hódítások közben tevékenykedő missziókat, és dicséri azokat a misszionárius közösségeket, amelyek a hatalmas Csendes-óceán kis szigeteiről sem feledkeztek el. 5. Mindazok, akik áttekintik ezeket a történeteket, szembesülnek avval, hogy a megdöbbentő nehézségek árán is példát mutatnak kitartásból a hit terjesztésével. Sokkolónak tartja, hogy egy felmérés szerint még egy milliárd ember semmilyen valláshoz nem tartozik (1919-ben ismert adat szerint).

### A levél célja
A megemlékezés után a pápa elkezdi kifejteni írásának céljait. 7. Az isten inspirációjával áthatva, a külföldi eredményeket látva akaratunk és kötelességünk támogatni. Isten segítségét imával kérve először a papsághoz fordul: 8. A pápa hatalmas erőfeszítésekről és nehézségek leküzdéséről szól, melyet az elülső missziós állomások élnek át Isten szőllőskertjében, de mivel Krisztus királyságáért teszik, ezért szívesen vállalják. 9 A püspököket, mint felelősöket említi, részletekbe hajlóan beszél azok optimális hozzáállásukról. 10 Ha felkészült terv találkozik egy figyelmes felettessel, akkor méltó a jóváhagyásra. De ha nem 11 elsődleges aggodalomként lép fel, hogy megszünjön vagy bővüljön.

#### A misszió hatékonysága
A bővülés ahol prefektúrák állnak fel és a feladatok megoszlanak, a vicar képes új munkaerőt hívni akár más rendekből, ha a meglévő missziós csoport már nem tudja ellátni a megnövekedett feladatokat.12 A vezető nem tekintheti saját tulajdonnak a tartományt, egyedül sem katekizálhat, ahol a kis hívő közösséget hatalmas hitetlen közösség veszi körül, hanem keresi a megfelelő személyt, és nem korlátozza állampolgárságra, saját rendjére, vagy a férfi nemre, hanem pusztán azt keresi aki "minden tekintetben Krisztust keresi" (Fil 1.18) a szent szolgálatra. 13. A lelkiismeretes misszióvezető megtagadja a mulasztás szélsőséges eseteit, baráti viszonyt tart fenn szomszédos missziókkal, és a kapcsolatot folyamatosan fenntartja.

#### Helyi papság
Különös gondot kell fordítani és biztosítani kell a helyi papság kinevelését a szent szolgálatra, akik születésüknél fogva rokonszenveznek az ott élőkkel és emiatt sokakat tudnak a hithez vezetni.     15. A bennszülött papok képzésének ugyanolyan teljesnek kell lennie, és nem asszisztensként működnek. Minthogy az Európában nevelkedett papoknak is fel kell nőniük a helyi körülményekhez, így lesznek mindketten Isten előtt egyenlőek.

#### Az egyház nem idegen
16. A katolikus egyház sehol sem támadó és nem is idegen mindenki számára. Ahol megfelelő számú helyi papság van, ott a misszió eredményes munkát végzett.
A helyi papság képzésével kapcsolatos aggodalom.
17. Van ahol elmúlt száz év is és a helyi papság gyenge minőségű, nem tud püspököt nevelni. A pápa a kongregációk felállításában látja a megoldást, amely a szemináriumokkal működik együtt. 18. Ezután a missziónáriusokhoz szól, az Úr szőllőműveseihez. Első felelősség  Krisztus bölcsességének hirdetése. Az is hogy ne feledjék ennek a szent szolgálatnak a magasztos voltát. Ez a meghívás hogy fényt szállítson a halál árnyékában lévőknek, túl minden gyenge emberi érvelésen. A zsoltár egy versével erősíti meg az elszakadását a gyökereiktől, de nem egy földi ország reményében, hanem a mennyországéban.

#### Lelki cél
19. Tragikus lenne, ha elfelejtené lelki hivatását. és azonnali gyanakvásra adna okot ha földi hazájának céljait venné figyelembe. 20. A múlt példát adott erre is, érzéketlen beszámolók és kíméletlen tragédiák kísérték. A misszionárius nem lehet egy ország ügynöke, hanem Krisztus nagykövete.Nyilvánvalónak kell lennie  hogy olyan hitet képvisel, mely idegen a föld nemzeteitől, mert szellemében és igazságában imádja Istent.
21. Önzetlen munka cím alatt a pápa megfogalmazza a misszionárius szerénységének mértékét, a nyereség a lelkek megszerzésének túl ne vágyakozzon és gyűjtsön mást felesleges mértékben. Képes legyen mindent feláldozni a célért.
Kiképzés
22. A pápa tudatában van, hogy vannak nagyon erényes rátermett emberek a feladatra, akik a nagyobb értékű példával járnak elől, és kevésbé irodalmi ismeretek alapján. Azonban feladataik során nagyon nehéz kérdésekre kell megválaszolni. 23. A tanulás minden ágát meg kell szerezni a szent és profán dolgokban is jártas képzést. Az urbanológián tanítják a főiskolán. Egyúttal felkéri a pápa a kollégium igazgatót, hogy vezessék be a missziológiát a tantárgyak és tantervek közé. 24. A helyi nyelvismeret hívja fel a figyelmet, e nélkül a meghívásokon nem tud érdemben részt venni. 25. A keleti egyházak felemelkedésének tervezése közben Rómában létrehoztak egy tanulmányutat segítő ösztöndíjrendszert, hogy helyben sajátíthassa el a folyékony beszédet. 26. A szentség a legalapvetőbb szükséglet, messze hatékonyabb a példamutatás a prédikációknál. Ezért fontos, hogy a misszionárius érezze, Isten gyermeke ő. 27. Példát sorol a pápa, legyen tisztességes, szerény, alázatos, aki imádsággal folyamatosan tartja a kapcsolatot Istennel. A lelkek okára támaszkodik, és szoros Istennel való kapcsolata miatt megkapja Istentől a segítséget ehhez. 28. A pápa ebben a részben megformálja a misszionárius modelljét. 29. Ezekkel a képességekkel is csak Isten képes az erény szikráját az akarathoz kötni,. A követség hiába van, ha Isten nem segít neki. De jó felkészültséggel jó oka van bizakodva útra kelni.

#### Az apácák dicsérete
30. A nők már az egyház születésénél is ott voltak és segítették az apostolok mindennapjait. Nagy dicséret mindazoknak akik szüzességüket Istennek adták, és a legkülönfélébb jótékony szolgálatra adták magukat. Ezekben az áldozatos munkákban magukat szentelték meg, és a pápa további erőfeszítésre buzdítja őket. 31. Minden katolikushoz fordul, elsőként említve hogy a hitetlenek átalakítása minden katolikus kötelessége.

#### A segítség három fokozta
32. Az első mindenki képessége, az ima. Hogy Isten kegyelmével erősödve a misszionárius csoport ne kopár, hanem gyümölcsöző legyen. A pápa emlékeztet Mózes imájára, amikor felemelte a karját a harc kimenetele szerencsésen, amikor leeresztette akkor vesztésre állt népe. 33. Erre ima apostoli széket állították fel.
34. Második segítség, hogy az első világháború utáni helyzetet vázolva a missziók igen csak megüresedtek a háború óta, ne legyen bennünk hamis óvatosság a segítségadásban a küldeményekben a szűkölködő misszióknak. 35. A missziókért kiszolgáló rendek vezetőihez fordul a pápa és felkéri őket, hogy csak a legerényesebbet küldjék misszióba és ha már megalapította az egyházat, küldjön többet.
Harmadik,  a jelentős gazdasági segítség szükségessége. 36.A háború nemcsak kórházakat, iskolákat, hosteleket tett tönkre, de segélyszervezeteket, alapítványokat is. De még nagyobb a tét, amikor tömeges fizikai szenvedést, éhezést tapasztalunk.
A hit terjesztésének társadalma.
A pápa olyan alapítványokat javasol nagylelkű támogatásra, mint a múltból ismert és dicséretet kiváló a hit elterjedéséért felelős társaságot, 38 a Szent Gyermekkori Szövetséget (Szent Gyermekség. Missziós Műve) , és a Szent Péter Társaságot (Szent Péter Apostol Missziós Műve) . 39. Boldog emlékezetű elődje XIII Leó pápa bevezetett egy szokást, hogy epifánia, vízkereszt ünnepén az afrikai foglyok kiváltásáért kezdeményezett gyűjtést, és a Hit Növekedésének Szent Kongregációjának küldte az összegyűlt támogatást, nincs oka ezen változtatni.

#### A papság missziós szövetsége
40. A papság missziós gondolatainak kifejtésére a Papság Missziós Uniója alakult meg minden katolikus egyházmegyében, amely a Hit Növekedésének Szent Kongregációhoz tartozik.

#### Következtetés
41. Jó okunk van feltételezni, ha mindenki a kötelesség szerint cselekszik, nem marad el a hatás. Mivel az egyházat Isten lelke támasztja alá, ezért erőteljes is marad az egyház és helyreállnak a missziós háborús veszteségek, példát mutatva másoknak is.                                                                                                                                                                                                                                                            Az egységes ima reményében Isten Anyjánál az apostolok királynőjénél meghallgatásra kerülnek a Szentlélek kegyelmével. Majd pápai áldással fejezi be az enciklikát.

## Emlékezete
Ferenc pápa 2017-ben apostoli buzdítást ír, melyben a missziós tevékenység folyamatos lendületben tartásának fontosságára hívja fel a figyelmet. Ebben utal a Maximum illud néhány alaptételére, a hit nemzetek felett áll, távol áll az expanziós céloktól és a katolikus egyház sehol sem idegen kijelentéseket gondolja tovább.